# Bulbophyllum riparium
Bulbophyllum riparium är en orkidéart som beskrevs av Johannes Jacobus Smith. Bulbophyllum riparium ingår i släktet Bulbophyllum och familjen orkidéer. Inga underarter finns listade i Catalogue of Life.